# Варивончик Анатолій Михайлович
Анатолій Михайлович Варивончик (15 січня 1956, Мар'їна Горка, Мінська область, Білоруська РСР, СРСР) — білоруський хокеїст і тренер. Майстер спорту СРСР. Заслужений тренер Білорусі. Як головний тренер — рекордсмен національної збірної Білорусі за кількістю проведених матчів.

## Спортивна кар'єра
Народився в родині водія-далекобійника. Хокеєм почав займатися в спортивній секції автозаводу під керівництром тренера Бориса Черчеса. За основний склад мінського «Торпедо» дебютував у сезоні 1973/1974. Після молодіжного чемпіонату СРСР 1975 року отримав запрошення від московського ЦСКА, але Варивончика вмовили залишитися вдома — він був єдиним місцевим гравцем команди. 1976 року клуб перейшов до Міністерства внутрішніх справ і став називатися «Динамо». Під керівництвом Віталія Стаїна «динамівці» за п'ять років подолали шлях від другої ліги до вищої. В елітному дивізіоні Варивончик став найкращим снайпером команди — 10 закинутих шайб у 44 матчах. В наступних сезонах мінське «Динамо» перебувало серед лідерів першої ліги. Анатолій Варивончик став майстром спорту СРСР, був капітаном команди. Всього за мінський клуб грав протягом 15 сезонів, закинув 312 шайб (другий показник у чемпіонатах СРСР після Сергій Шитковського).
У січні 1988 року став тренером-методистом мінського «Динамо» і пропрацював на цій посаді до літа. У цей час у Гродно вирішили створити професіональний клуб на базі аматорської команди КСМ — багаторазового переможця чемпіонатів республіки серед колективів фізкультури. Відповідальний за організацію спортклубу Леонід Коток домовився з головним тренером «Динамо» Володимиром Крикуновим про об'єднання дочірньої команди ШВСМ з КСМ, а також з Анатолієм Варивончиком про переїзд до Гродно. Гравці обирали головного тренера шляхом простого голосування, з трьох кандидатів найбільшу підтримку отримав Варивончик.
Команда отримала назву «Прогрес»-ШВСМ і вже в першому сезоні здобула перемогу в другій лізі. Зарплатню отримували у колгоспі «Прогрес» села Вертелишки Гродненського району. Його очолював у той час Герой Соціалістичної Праці Олександр Дубко. Через відсутність необхідної інфраструктури, домашні матчі у першому сезоні проводила у Мінську, а в двох наступних — у литовському місті Електренай. У першій лізі клуб Варивончика найкраще виступив у дебютному сезоні — сьоме місце, у сезоні 1990\1991 — восьма позиція. 1991 року команда почала грати на власній льодовій арені і змінила назву на «Німан». Після розпаду Радянського Союзу грали в чемпіонаті Білорусі і Східноєвропейській хокейній лізі. В обох турнірах «Німан» був одним з лідером, 1996 року став чемпіоном СЄХЛ, а протягом наступних п'яти років — триразовим чемпіоном Білорусі.
З 1997 року очолював і національну збірну. Під його керівництвом команда Білорусі грала у чвертьфіналі на Олімпійських іграх 1998 року в Нагано і була учасником п'яти чемпіонатів світу (1997, 1998,1999, 2000, 2001).
2004 року перейшов до клубу «Гомель», де працював два сезони. 2006 року повернувся до «Німана», працював другим тренером, а з 2009 — начальником команди. На цій посаді сприяв перемозі в Континентальному кубку 2015 року.

## Тренерські досягнення
Східноєвропейська хокейна ліга
- Чемпіон (1): 1996
- Другий призер (3): 1998, 1999, 2001

Чемпіонат Білорусі
- Чемпіон (3): 1998, 1999, 2001
- Другий призер (2): 1993, 1994
- Третій призер (5): 1995, 1996, 1997, 2000, 2002

Чемпіонат СРСР
- Переможець другої ліги (1): 1989

## Статистика
Сумарна статистика виступів у чемпіонаті СРСР:
| Турнір            | Сезон |     | І   | Г   | П   | О   | ШХ |
| ----------------- | ----- | --- | --- | --- | --- | --- | -- |
| Вища ліга         | 1     | 44  | 10  | 5   | 15  | 22  |    |
| Перехідний турнір | —     | 12  | 4   | 2   | 6   | 4   |    |
| Перша ліга        | 10    | 506 | 215 | 114 | 329 | 285 |    |
| Друга ліга        | 4     |     | 83  |     |     |     |    |
| Всього            | 15    |     | 312 |     |     |     |    |

Тренерська діяльність:
| Роки      | Клуб                    | Посада            |
| --------- | ----------------------- | ----------------- |
| 1988      | «Динамо» (Мінськ)       | тренер-методист   |
| 1988—1991 | «Прогрес»-ШВСМ (Гродно) | головний тренер   |
| 1991—2004 | «Німан» (Гродно)        | головний тренер   |
| 1997—2001 | Білорусь                | головний тренер   |
| 2003—2006 | Білорусь                | тренер            |
| 2004      | «Гомель»                | тренер            |
| 2004—2006 | «Гомель»                | головний тренер   |
| 2006—2009 | «Німан» (Гродно)        | тренер            |
| 2009—2018 | «Німан» (Гродно)        | начальник команди |